# Zalujne, Lokaci
Zalujne (în ucraineană Залужне) este un sat în comuna Zamlîci din raionul Lokaci, regiunea Volînia, Ucraina.

## Demografie
Componența lingvistică a localității Zalujne
     Ucraineană (100%)
Conform recensământului din 2001, toată populația localității Zalujne era vorbitoare de ucraineană (100%).